# Adenia gedoensis
Adenia gedoensis är en passionsblomsväxtart som beskrevs av De Wilde. Adenia gedoensis ingår i släktet Adenia och familjen passionsblomsväxter. Inga underarter finns listade i Catalogue of Life.